# Neila
Neila est une commune d'Espagne dans la communauté autonome de Castille-et-León, province de Burgos. Elle s'étend sur 68,59 km2 et comptait environ 214 habitants en 2011.